# Barry S. Coller
Barry Spencer Coller (* 1945) ist ein US-amerikanischer Mediziner und Hämostaseologe (Blutgerinnungsforscher) an der Rockefeller University. Er ist vor allem für seine Beiträge zum Verständnis der Thrombozytenaggregation und der beteiligten Rezeptoren und Liganden bekannt, darunter die Fibrinogen-Rezeptoren αIIbβ3 und GPIIb/IIIa und den Von-Willebrand-Faktor. Coller und Mitarbeiter waren wesentlich an der Entwicklung von Abciximab beteiligt, einem Antikörperfragment zur Hemmung der Thrombozytenaggregation.

## Leben und Wirken
Barry Coller erwarb 1966 an der Columbia University einen Bachelor und 1970 an der New York University einen M.D. als Abschluss des Medizinstudiums. Er begann seine Facharztausbildung in Innerer Medizin am Bellevue Hospital in New York City, wechselte aber 1972 an die National Institutes of Health in Bethesda, Maryland, um dort zur Blutgerinnung zu arbeiten. 1976 übernahm Coller eine erste Professur (Assistant Professor) an der neu gegründeten Abteilung für Blutgerinnung der Stony Brook University. 1982 wurde er Associate Professor, 1982 erhielt er eine ordentliche Professur. Gemeinsam mit Arnold Levine entwickelte er verschiedene monoklonale Antikörper gegen Fibrinogen und Von-Willebrand-Faktor. Gemeinsam mit dem Unternehmen Centocor wurde der Antikörper 7E3 gegen Fibrinogenrezeptoren beziehungsweise dessen Fragment Abciximab zur Marktreife gebracht. Gemeinsam mit dem Unternehmen Accumetrics entwickelte er einen automatisierter Test, um die Plättchenfunktion bei Patienten zu überwachen, die mit Abciximab, Acetylsalicylsäure (ASS) und Clopidogrel behandelt werden.
1994 wechselte Coller als Lehrstuhlinhaber für Innere Medizin an die Mount Sinai School of Medicine, 2001 als Leiter der Abteilung für Blood and Vascular Biology (Blut- und Gefäßbiologie) an die Rockefeller University. Er leistete an beiden Institutionen zahlreiche weitere Arbeiten zur Interaktion von 7E3 mit verschiedenen Strukturen, die an der Blutgerinnung beteiligt sind, darunter verschiedene Integrine. Weitere Arbeiten Collers befassen sich mit der Glanzmann-Thrombasthenie, einer erblichen Thrombozytopathie, und der Sichelzellanämie. Seit 2012 leitet Coller zusätzlich die Abteilung zur Erforschung von Erkrankungen des Verdauungssystems an der Rockefeller University.

## Auszeichnungen (Auswahl)
- 1982 Guggenheim-Stipendium[1]
- 1997/1998 Präsident der American Society of Hematology
- 1998 National Research Achievement Award der American Heart Association (gemeinsam mit Oliver Smithies)
- 1998 Fellow der American Association for the Advancement of Science
- 1999 Mitglied des Institute of Medicine
- 2001 Warren Alpert Foundation Prize[2]
- 2002 Ehrendoktorat der Mount Sinai School of Medicine
- 2003 Mitglied der National Academy of Sciences[3]
- 2003 Ehrendoktorat der State University of New York at Stony Brook School of Medicine
- 2003 Dart/NYU Biotechnology Achievement Award[4]
- 2005 Henry M. Stratton Medal[5]
- 2005 Mitglied der American Academy of Arts and Sciences[6]
- 2005 Pasarow Award
- 2007 Ehrendoktorat der North Shore-LIJ Graduate School of Molecular Medicine (Hofstra University)
- 2012 George M. Kober Lectureship[7]
- 2013 Ehrendoktorat des Baylor College of Medicine
- 2013 Karl Landsteiner Memorial Award[8]